# Pentax ME-F

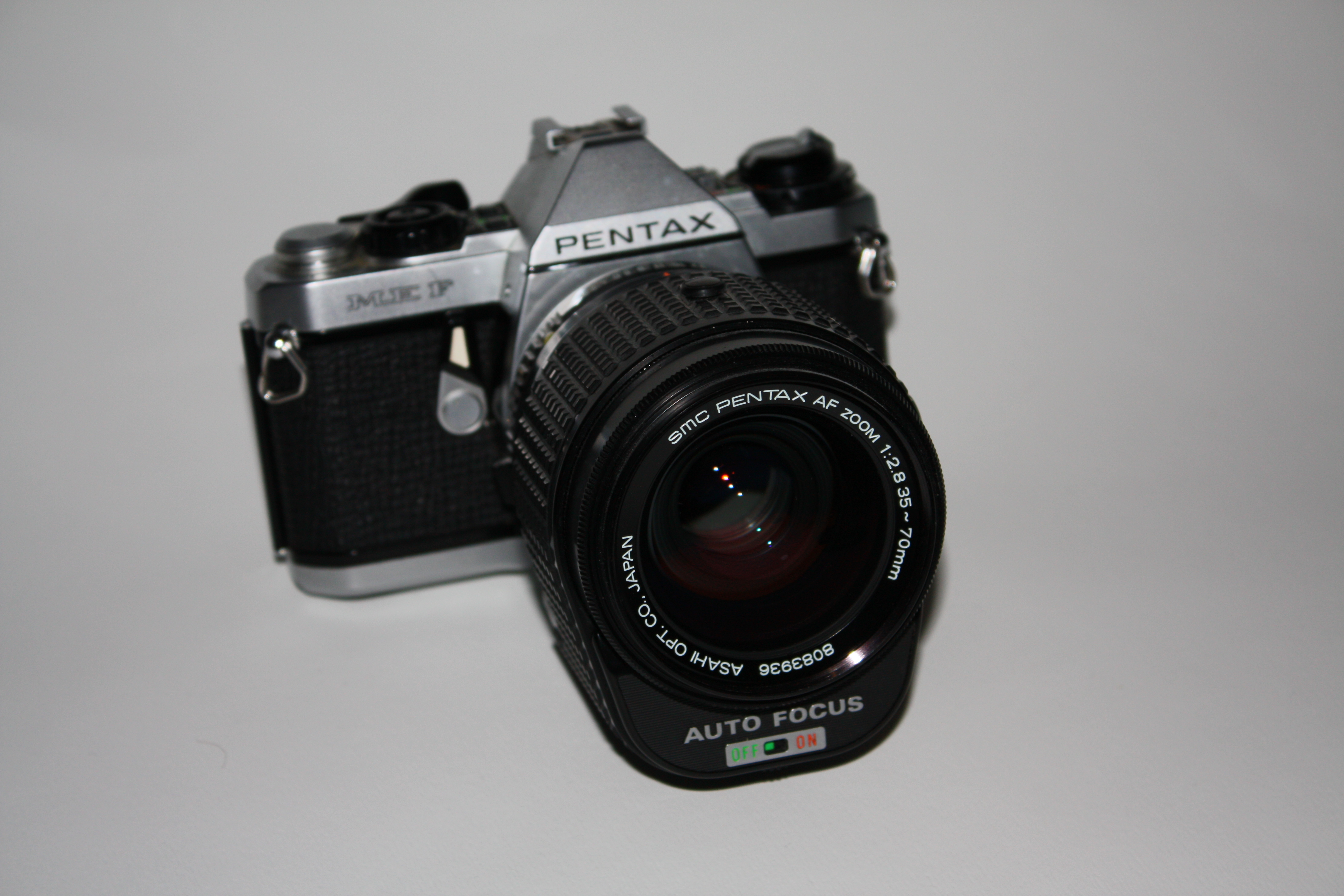
ME-F met autofocuslens

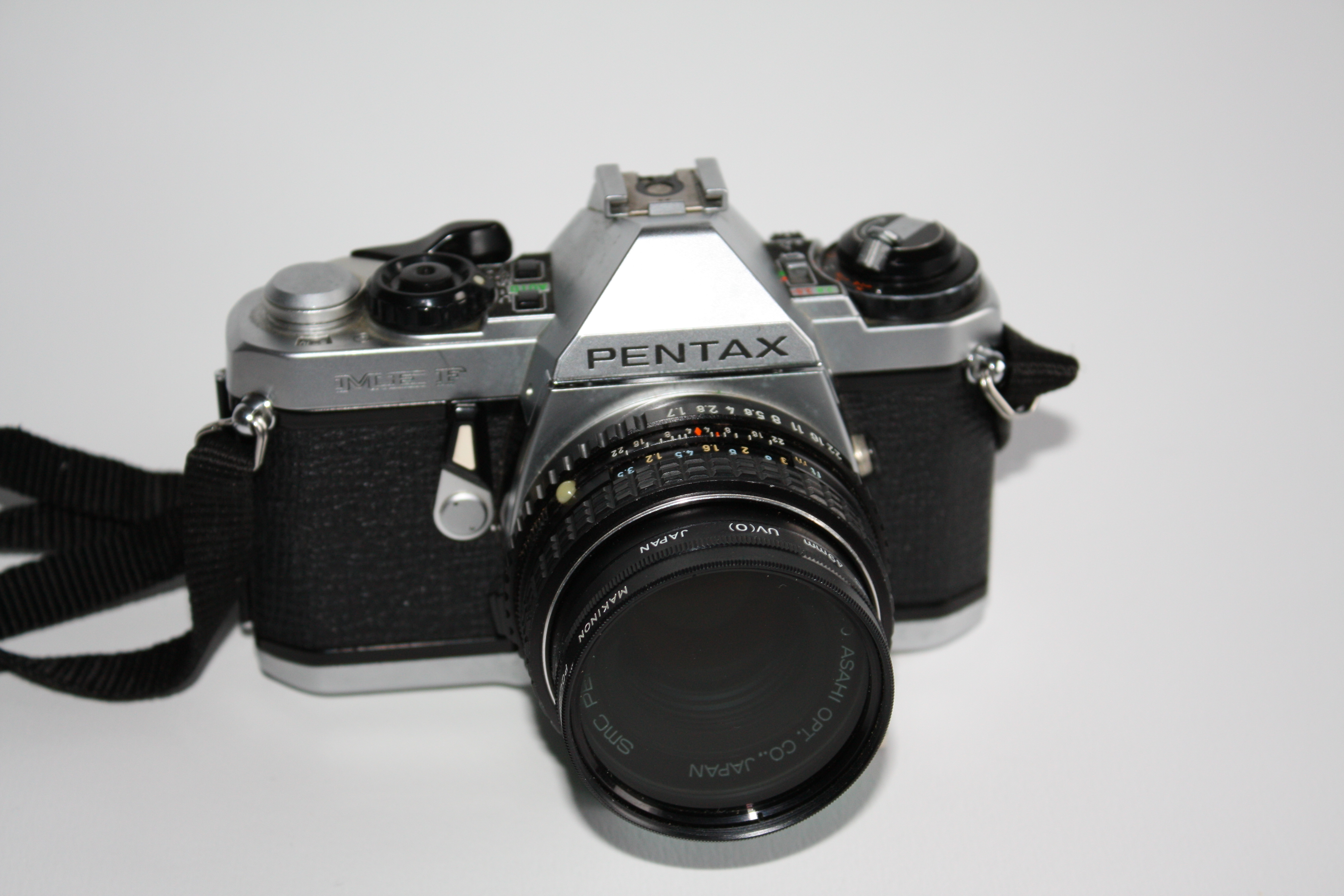
ME-F met standaardlens

De Pentax ME-F is een spiegelreflexcamera met verwisselbare lens en 35mm-film gericht op amateurs. De camera werd van november 1981 tot 1984 gemaakt door Asahi Optical Co., Ltd. (in 2002 hernoemd naar Pentax). De ME-F is een zwaar aangepaste versie van de Pentax ME-Super uit 1979 en komt uit de Pentax M-serie. Deze familie gebruikt een ultra-compact chassis gemaakt van een aluminiumlegering en is een van de lichtste en kleinste analoge full-frame-35mm-spiegelreflexcamera's ooit gemaakt.
De camera gebruikt een Seiko MFC-E2 verticale sluiter met metalen lamellen, met een snelheid van 4 seconden tot 1/2000e seconde en flitssynchronisatie van 1/125e seconde. De camera is 87,5 mm hoog, 132 mm breed, 49 mm diep en weegt 480 gram.

## Significantie en marktpositie
De ME-F is een historisch significante camera. Het is de eerste 35mm-autofocuscamera (AF) die geproduceerd werd. Het heeft een ingebouwd door-de-lens-contrast-detectiesysteem om automatisch het scherpstelpunt te bepalen. Hoewel de autofocus matig is en de camera een commerciële flop werd, is de ME-F een grote mijlpaal in de geschiedenis van cameratechnologie. Vrijwel alle camera's tegenwoordig, zowel film, video als digitaal, hebben een autofocus-systeem.
De ME-F was niet de eerste camera met AF en ook niet de eerste spiegelreflex met AF. Deze eer gaat respectievelijk naar de Konica C35 AF, een compactcamera uit 1977 met elektronische zoeker en naar de Polaroid SX-70 Sonar, een spiegelreflex uit 1978 met echosysteem.
De 35mm-70mm-zoomlens is niet de eerste autofocus-lens voor consumenten. Naast de bovenstaande voorbeelden kwamen er verwisselbare lenzen uit van Canon, Ricoh en Chinon.